# 本田CB400SS
本田CB400SS為本田技研工業生產的氣冷式單氣缸400cc引擎大型重型機車。

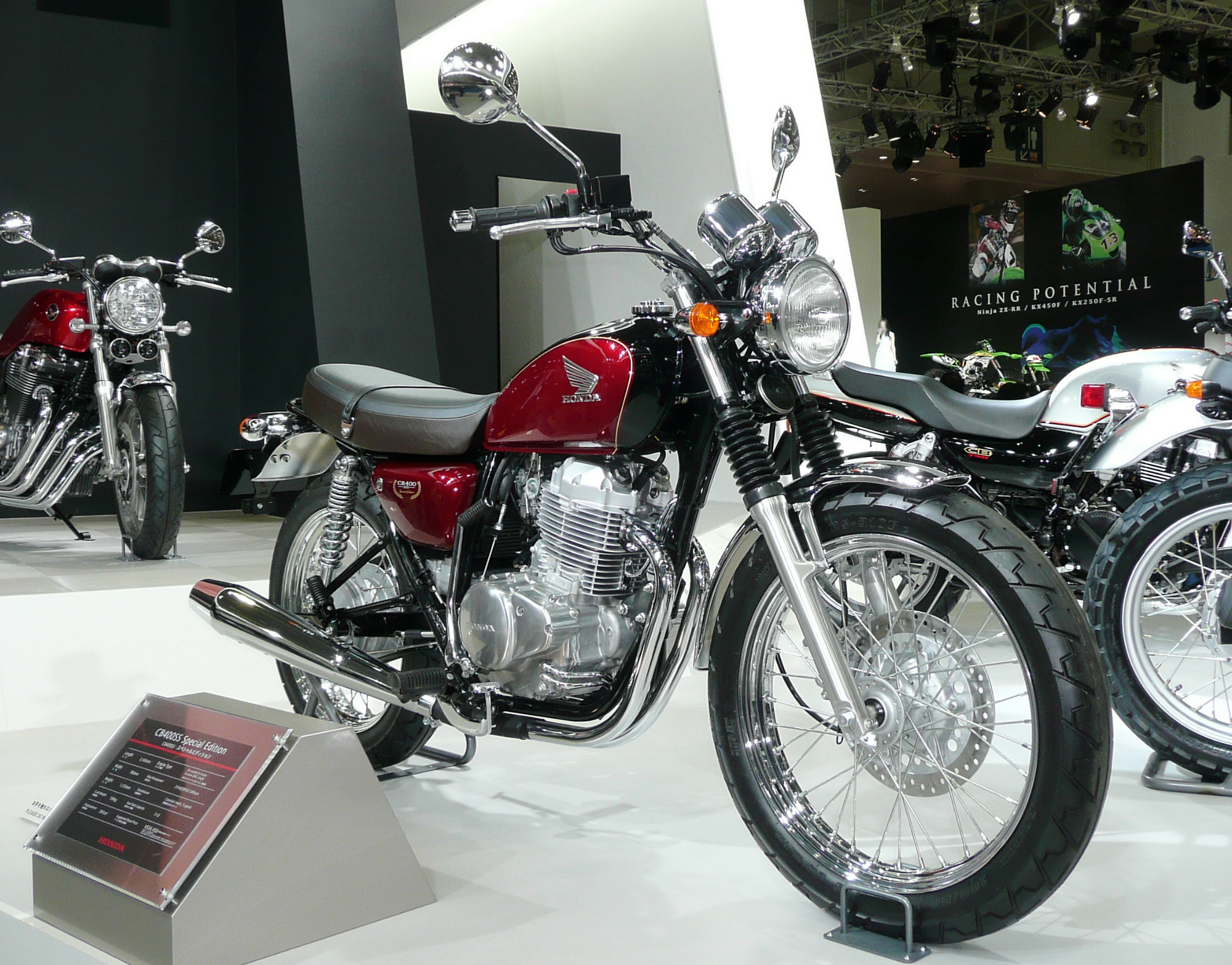
CB400SS

## 簡介
CB400SS於2001年10月開始販售，其前身為1998年販售的CL400，兩者間的零件有許多共通性，CB400SS與CL400可稱為兄弟車。
CB400SS在市場上的主要競爭對手為山葉發動機株式會社的SR400。SR400是自1978年開始販售的摩托車，其向來具有高人氣、高知名度，同為400cc引擎的設定。